# Communes du canton du Jura

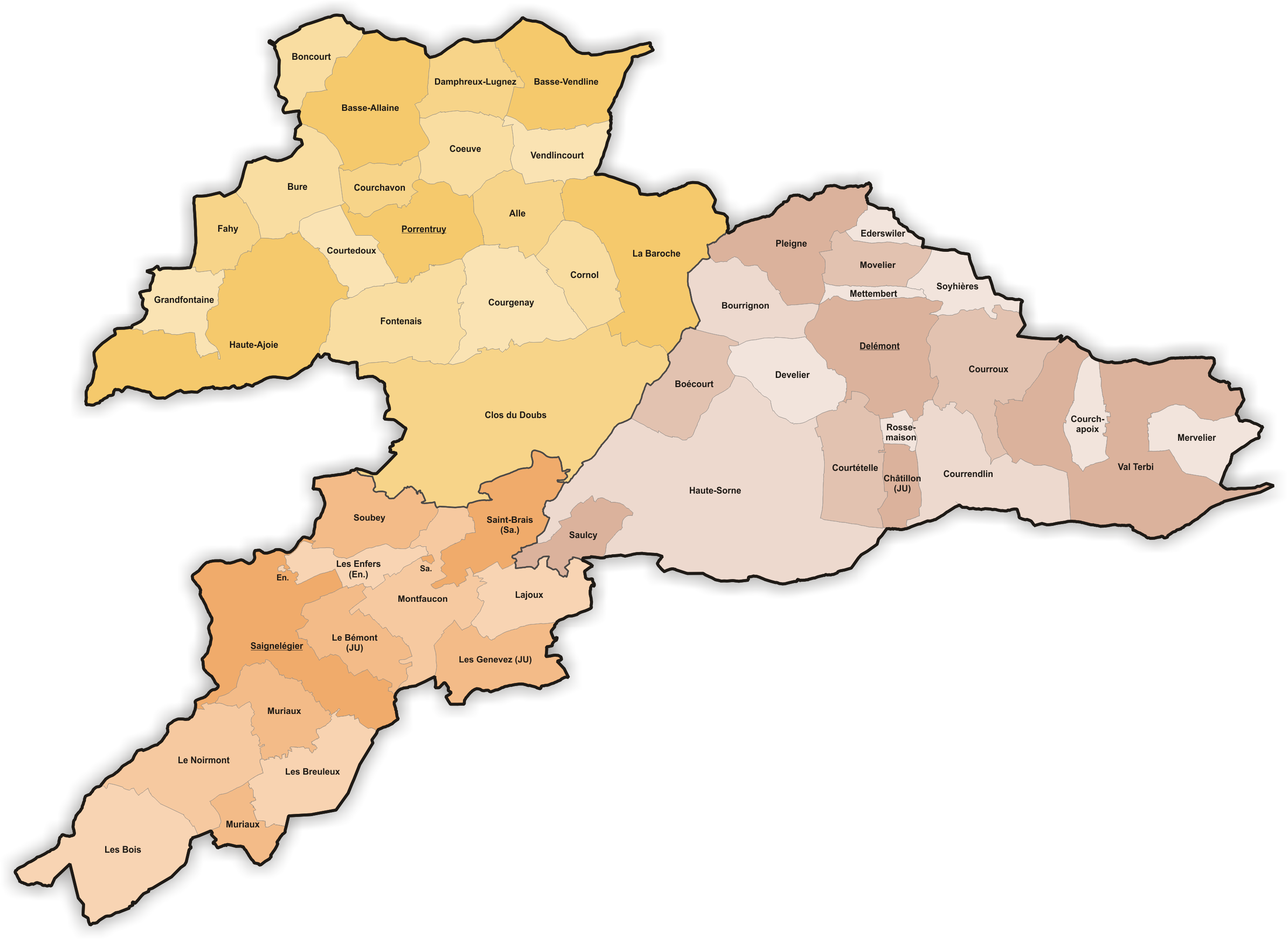
Carte du canton du Jura présentant sa division en communes en 2024.

Cet article présente une liste des communes du canton du Jura.
Dans le canton du Jura, il existe quatre types de communes :
- la commune municipale, qui est gérée par les habitants élus ;
- la commune bourgeoise, qui est gérée par les familles bourgeoises de la commune ;
- la commune mixte, qui est née de la fusion entre une commune municipale et plusieurs communes bourgeoises : la commune est gérée par les habitants élus mais les anciennes communes bourgeoises sont encore gérées par les familles bourgeoises ;
- le syndicat de communes, qui est formé de plusieurs communes afin d'effectuer un même service commun.

## Liste
En 2024, le canton du Jura compte 50 communes, réparties en 3 districts.
| Nom              | N° OFS | District           | Population (décembre 2022) | Superficie (km2) | Densité (hab./km2) | Type de commune          |
| ---------------- | ------ | ------------------ | -------------------------- | ---------------- | ------------------ | ------------------------ |
| Alle             | 6771   | Porrentruy         | +001 882,                  | +0010,6          | 178                | mixte                    |
| Basse-Allaine    | 6807   | Porrentruy         | +001 217,                  | +0023,05         | 53                 | mixte                    |
| Basse-Vendline   | 6812   | Porrentruy         | +000742,                   | +0018,67         | 40                 | mixte                    |
| Boécourt         | 6702   | Delémont           | +000951,                   | +0012,35         | 77                 | municipale et bourgeoise |
| Boncourt         | 6774   | Porrentruy         | +001 205,                  | +0009,01         | 134                | mixte                    |
| Bourrignon       | 6703   | Delémont           | +000258,                   | +0013,55         | 19                 | municipal                |
| Bure             | 6778   | Porrentruy         | +000631,                   | +0013,69         | 46                 | mixte                    |
| Châtillon        | 6704   | Delémont           | +000471,                   | +0005,31         | 89                 | municipal                |
| Clos du Doubs    | 6808   | Porrentruy         | +001 275,                  | +0061,77         | 21                 | mixte                    |
| Cœuve            | 6781   | Porrentruy         | +000718,                   | +0011,63         | 62                 | mixte                    |
| Cornol           | 6782   | Porrentruy         | +001 018,                  | +0010,44         | 98                 | mixte                    |
| Courchapoix      | 6706   | Delémont           | +000441,                   | +0006,39         | 69                 | mixte                    |
| Courchavon       | 6783   | Porrentruy         | +000293,                   | +0006,19         | 47                 | mixte                    |
| Courgenay        | 6784   | Porrentruy         | +002 435,                  | +0018,43         | 132                | mixte                    |
| Courrendlin      | 6708   | Delémont           | +003 686,                  | +0021,53         | 171                | municipale et bourgeoise |
| Courroux         | 6709   | Delémont           | +003 313,                  | +0019,74         | 168                | mixte                    |
| Courtedoux       | 6785   | Porrentruy         | +000786,                   | +0008,22         | 96                 | mixte                    |
| Courtételle      | 6710   | Delémont           | +002 654,                  | +0013,57         | 196                | mixte                    |
| Damphreux-Lugnez | 6811   | Porrentruy         | +000370,                   | +0010,77         | 34                 | mixte                    |
| Delémont         | 6711   | Delémont           | +012 636,                  | +0021,99         | 575                | municipale et bourgeoise |
| Develier         | 6712   | Delémont           | +001 360,                  | +0012,47         | 109                | mixte                    |
| Ederswiler       | 6713   | Delémont           | +000112,                   | +0003,31         | 34                 | mixte                    |
| Fahy             | 6789   | Porrentruy         | +000333,                   | +0007,78         | 43                 | mixte                    |
| Fontenais        | 6790   | Porrentruy         | +001 674,                  | +0020,           | 84                 | mixte                    |
| Grandfontaine    | 6792   | Porrentruy         | +000391,                   | +0008,98         | 44                 | mixte                    |
| Haute-Ajoie      | 6809   | Porrentruy         | +001 052,                  | +0040,93         | 26                 | mixte                    |
| Haute-Sorne      | 6729   | Delémont           | +007 319,                  | +0071,06         | 103                | mixte                    |
| La Baroche       | 6810   | Porrentruy         | +001 114,                  | +0031,07         | 36                 | mixte                    |
| Lajoux           | 6750   | Franches-Montagnes | +000705,                   | +0012,38         | 57                 | mixte                    |
| Le Bémont        | 6741   | Franches-Montagnes | +000308,                   | +0011,67         | 26                 | municipale               |
| Le Noirmont      | 6754   | Franches-Montagnes | +001 902,                  | +0020,39         | 93                 | municipale               |
| Les Bois         | 6742   | Franches-Montagnes | +001 258,                  | +0024,74         | 51                 | municipale               |
| Les Breuleux     | 6743   | Franches-Montagnes | +001 524,                  | +0010,81         | 141                | mixte                    |
| Les Enfers       | 6745   | Franches-Montagnes | +000156,                   | +0007,14         | 22                 | municipale               |
| Les Genevez      | 6748   | Franches-Montagnes | +000510,                   | +0013,61         | 37                 | mixte                    |
| Mervelier        | 6715   | Delémont           | +000522,                   | +0009,77         | 53                 | mixte                    |
| Mettembert       | 6716   | Delémont           | +000106,                   | +0002,32         | 46                 | mixte                    |
| Montfaucon       | 6751   | Franches-Montagnes | +000551,                   | +0018,24         | 30                 | mixte                    |
| Movelier         | 6718   | Delémont           | +000425,                   | +0008,08         | 53                 | mixte                    |
| Muriaux          | 6753   | Franches-Montagnes | +000511,                   | +0016,89         | 30                 | mixte                    |
| Pleigne          | 6719   | Delémont           | +000350,                   | +0017,83         | 20                 | mixte                    |
| Porrentruy       | 6800   | Porrentruy         | +006 441,                  | +0014,75         | 437                | municipale et bourgeoise |
| Rossemaison      | 6721   | Delémont           | +000733,                   | +0001,89         | 388                | mixte                    |
| Saignelégier     | 6757   | Franches-Montagnes | +002 575,                  | +0031,64         | 81                 | mixte                    |
| Saint-Brais      | 6758   | Franches-Montagnes | +000228,                   | +0015,15         | 15                 | Section de commune       |
| Saulcy           | 6722   | Delémont           | +000270,                   | +0007,86         | 34                 | mixte                    |
| Soubey           | 6759   | Franches-Montagnes | +000118,                   | +0013,47         | 9                  | municipale               |
| Soyhières        | 6724   | Delémont           | +000417,                   | +0007,5          | 56                 | municipale et bourgeoise |
| Val Terbi        | 6730   | Delémont           | +003 285,                  | +0046,71         | 70                 | mixte                    |
| Vendlincourt     | 6806   | Porrentruy         | +000546,                   | +0009,18         | 59                 | mixte                    |
| Total            | Total  | Total              | +073 865,                  | +0838,55         | 88                 |                          |

## Fusions de communes
Le tableau ci-dessous dresse la liste des fusions de communes ayant été opérées dans le canton du Jura. En outre, la commune de Moutier (canton de Berne) devrait être rattachée au canton au plus tôt le 1er janvier 2026.
| Entrée en vigueur (date) | Anciennes communes                                                                | Nouvelle commune |
| ------------------------ | --------------------------------------------------------------------------------- | ---------------- |
| 1882                     | Montvoie + Ocourt                                                                 | Ocourt           |
| 1er janvier 2009         | Montfaucon + Montfavergier                                                        | Montfaucon       |
| 1er janvier 2009         | Goumois + Les Pommerats + Saignelégier                                            | Saignelégier     |
| 1er janvier 2009         | Buix + Courtemaîche + Montignez                                                   | Basse-Allaine    |
| 1er janvier 2009         | Chevenez + Damvant + Réclère + Roche-d'Or                                         | Haute-Ajoie      |
| 1er janvier 2009         | Épauvillers + Épiquerez + Montenol + Montmelon + Ocourt + Saint-Ursanne + Seleute | Clos du Doubs    |
| 1er janvier 2009         | Le Peuchapatte + Muriaux                                                          | Muriaux          |
| 1er janvier 2009         | Asuel + Charmoille + Fregiécourt + Miécourt + Pleujouse                           | La Baroche       |
| 1er janvier 2013         | Bressaucourt + Fontenais                                                          | Fontenais        |
| 1er janvier 2013         | Bassecourt + Courfaivre + Glovelier + Soulce + Undervelier                        | Haute-Sorne      |
| 1er janvier 2013         | Montsevelier + Vermes + Vicques                                                   | Val Terbi        |
| 1er janvier 2018         | Corban + Val Terbi                                                                | Val Terbi        |
| 1er janvier 2018         | Rocourt + Haute-Ajoie                                                             | Haute-Ajoie      |
| 1er janvier 2019         | Courrendlin + Rebeuvelier + Vellerat                                              | Courrendlin      |
| 1er janvier 2023         | Les Breuleux + La Chaux-des-Breuleux                                              | Les Breuleux     |
| 1er janvier 2023         | Damphreux + Lugnez                                                                | Damphreux-Lugnez |
| 1er janvier 2024         | Beurnevésin + Bonfol                                                              | Basse-Vendline   |